# Jossana Glessa
Jossana Glessa (Rio de Janeiro, 1 de janeiro de 1979), é uma cantora gospel brasileira.

## Biografia
Com 5 anos já cantava sozinha num grupo infantil da igreja. Em 1986, aos 7 anos, lançou de forma independente o seu primeiro álbum chamado Deus é Perfeito. Aos 11 anos gravou seu segundo álbum chamado Nada Poderá Impedir de forma independente também.
Porém em 1993 a cantora alcançou maior notoreidade, com o lançamento do CD Águas cristalinas. Dois anos depois, em 1995 lança o CD Palavras, pela Grape Vine. Sua primeira gravadora. 
Em 1996 assina contrato com a MK Music e lança o álbum Meu Querer, o que lhe deu maior reconhecimento nacional, principalmente pela música título e pela música Motivos. Neste mesmo ano, gravou uma participação no álbum Colores del amor, do grupo Voices.
Em 2000 assina contrato com a Line Records e lança o álbum O que vai no coração, o que lhe rendeu sete indicações no Troféu Talento 2001. Além disso, a faixa Pai é pra essas coisas é grande destaque deste disco.
Em 2005 lançou o álbum Tudo que sonhei, com o selo You Gospel. Por meio deste álbum, ela foi indicada ao Troféu Talento 2006, nas categorias: Melhor álbum pentecostal. E melhor Capa do Ano.
Em 2008 lançou o álbum Conquista, com o selo Uni Records.
Em 27 de fevereiro de 2011 gravou seu primeiro cd ao vivo. Em dezembro de 2012, a cantora retorna lançando o videoclipe da canção Ele é Deus.
E em 2020 lança o Clipe do Hit Aquele e Me Recuso. 

## Discografia
- 1986 - Deus é Perfeito
- 1990 - Nada Poderá Impedir
- 1993 - Águas Cristalinas
- 1995 - Palavras
- 1997 - Meu Querer
- 2000 - O Que Vai no Coração
- 2002 - Mais que um sonho
- 2005 - Tudo que Sonhei
- 2008 - Conquista
- 2014 - Jossana Glessa - Ao vivo